# Enxu-mirim
A enxu-mirim ou enxuí (Protonectarina sylveirae) é uma espécie brasileira de vespa social pertencente ao gênero Protonectarina e a família Vespidae. Esta é espécie de vespa neotropical fundadora de enxame que varia amplamente na América do Sul. Depende fortemente do consumo de proteína animal e não de néctar, por isso é uma grande caçadora de pragas agrícolas nas lavouras de café, mantendo baixas as populações de pragas. Tal vespa possui pequeno tamanho, que apresenta a parte terminal do abdome amarela. Também é conhecida pelo nome de marimbondo-de-bunda-amarela.

## Taxonomia e filogenia
P. sylveirae pertence à ordem Hymenoptera, que contém aproximadamente 100.000 espécies de abelhas, formigas e vespas. A espécie pertence à tribo eusocial Epiponini, caracterizada por ninhos complexos, diferenças morfológicas entre castas e ocorrência de poliginia reprodutiva. P. sylveirae é a única espécie de seu gênero e está mais intimamente relacionada aos gêneros Polybia e Protopolybia.

## Descrição
A protonectarina é caracterizada por seus olhos relativamente peludos e pode ser diagnosticada pela largura do cípeo ou pela frente da cabeça. As rainhas têm um corpo de cor mais clara e uma região maior do cípeo marrom e manchada em comparação com a dos trabalhadores. O cípeo nos trabalhadores apresenta uma marcação preta em forma de ferradura que varia amplamente entre os indivíduos. As rainhas são tipicamente maiores que as trabalhadoras, mas isso varia de colônia para colônia: uma rainha pode até ter o mesmo tamanho dos trabalhadores de sua colônia. A idade de um indivíduo de P. sylveirae pode ser determinada a partir da pigmentação do apodeme transversal através da base oculta do quinto esterno. À medida que a vespa envelhece, o pigmento se acumula gradualmente e essa região escurece.

## Distribuição e habitat
A distribuição de P. sylveirae é ampla e se estende do Brasil à Argentina. A espécie constrói ninhos nas árvores, normalmente suspensas de galhos. Os ninhos são construídos a partir de celulose forrageira amassada com água, que forma uma substância de papel usada para construir paredes. Os ninhos cilíndricos são construídos como uma série de envelopes anexos. Ao construir um ninho, o primeiro envelope é construído a partir do substrato e cada envelope subsequente é adicionado a essa base. As costuras entre as células são caracteristicamente irregulares e uma entrada simples é construída na superfície ventral da estrutura. Um ninho médio pode ter cerca de 50 pentes, mas os ninhos podem ser bem grandes, às vezes 30 a 40 centímetros de comprimento.
Essa espécie fundadora de enxames envia vários indivíduos para procurar celulose e constrói o ninho usando o material com o qual os forrageadores retornam.